# Дејан Анастасијевић
Дејан Анастасијевић (Београд, 1962 — Београд, 24. април 2019) био је српски новинар и уредник. Анастасијевић је био дугогодишњи новинар недељника Време и уредник Би-Би-Сија (BBC) на српском језику.

## Биографија
Био је уредник ББЦ-ја на српском а пре тога је био дугогодишњи новинар београдског листа Време и америчког магазина TIME, као и дописник Танјуга из Брисела. Извештавао је са ратишта у Хрватској, Босни и Херцеговини и Косову. На Радију Б92 уређивао је култну емисију „Облачић у стрипу”.
У априлу 1999. Анастасијевић је био присиљен да се пресели у Беч са породицом јер су му претили политичари и живот му је био у опасности, да би се у Београд вратио у августу 2002. године а октобра 2002. године био је први српски новинар који је сведочио против Слободана Милошевића.
Године 2007. преживео је покушај атентата. Тада је на симсу прозора његовог стана експлодирала бомба. Друга бомба, која је такође била постављена, није експлодирала. Неколико година после покушаја атентата, 2010. године, за Блиц је изјавио да је након његових текстова о ратним злочинима и чињенице да је био сведок пред Трибуналом у Хагу, сумњао да су иза напада на њега стајали Војислав Шешељ и Јовица Станишић. Налогодавци убиства никад нису откривени.
Био је познат по својим текстовима о безбедносним снагама Србије као и о текстовима о ратним злочинима, у последње време посебно о случају „Шкорпиона” и браће Битићи. Његови извештаји из 1998. године о окрутности над етничким Албанцима на Косову довели су га до криминалне оптужбе Милошевићевог режима за „ширење дезинформација и помагање терористима”.
Анастасијевић је био уредник књиге о српској опозицији „Out of time”.
За аналитички и храбар приступ новинарству, Анастасијевић је добио више новинарских награда, укључујући награду НУНС-а, „Душан Богавац” и „Сташа Маринковић”, као и 2008. награду холандског Oxfama Novib/PEN за залагање за људска права и слободу изражавања.
Преминуо је после дуге и тешке болести 24. априла 2019. године у Београду.
Од 2020. године, Награда за истраживачко новинарство коју додељује Независно удружење новинара Србије носи његово име.
Ово удружење објавило је постхумно збирку његових колумни под називом „Ко ми је ставио бомбе на прозор” 2021. године.